# Platycephalus westraliae
Platycephalus westraliae is een straalvinnige vissensoort uit de familie van de platkopvissen (Platycephalidae). De wetenschappelijke naam van de soort is voor het eerst geldig gepubliceerd in 1938 door Whitley.